# 레이철 러트렐
레이철 러트렐(Rachel Luttrell, 1971년 1월 19일 ~ )은 캐나다의 배우이다.

## 출연 작품
- 좀비랜드: 더블 탭